# يوم غامد على ابرهة الحبشي

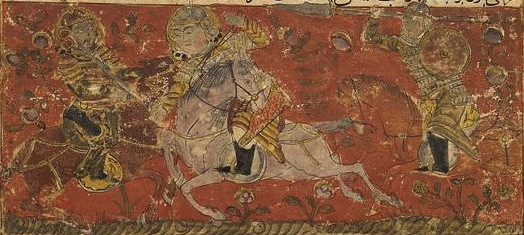
صورة لجيوش ابرهة الحبشي، الصورة لم تصمم على هذة المعركة.

هذا يوم كان من أيام غامد في الجاهلية بين قبيلة غامد ومملكة الحبشة في عام 570-571 ميلادي تقريبًا فترة عام الفيل، وكان انتصار حاسم لقبيلة غامد وطرد جيوش الحبشة خارج ديار الأزد كافةً

## سبب المعركة
كان سبب المعركة ان عندما قدم ابرهة الحبشي يريد هدم الكعبة ارسل جيوشا يريد فيها تاديب قبيلة غامد فنزلت له قبيلة غامد وردت جيوشه.

## تفاصيل المعركة
كان بعد ان هزم ابرهة الحبشي جيوش خثعم والتي كان معها قبائل ازد السراة وكان من ضمن جيوش خثعم غامد فنزل ابرهة واكمل مسيرته الى الكعبة فعندما وصل ديار غامد ارسل جيشا ليقاتلو اهل غامد فخرج ابو ظبيان وجمع الجيوش من جميع انحاء غامد ولم تخرج معه قبائل اخرى كما يدعي بعضهم , فلتقت جيوش ابرهة مع جيوش عبد شمس الغامدي فرد عبد شمس جيوش ابرهة،

## شعر ابو ظبيان
فبعدما هزمت غامد الحبشة وردت جيوشهم بقيادة عبد شمس قال عبد شمس وهو فارس وقائد عاصر الجاهلية وكان له غارات على بعض القبائل،
نحن منعنا الجيش حوزة ارضنا،.. وما كان منا خطبهم بقريب
إذا ما رمونا رشق ارب أتيتهم،.. بكل طوال الساعدين نجيب
وما فتية حتى أفاتت سمامهم،.. وما رجعوا من مالنا بنصيب